# Atletica leggera agli XI Giochi panafricani - 800 metri piani maschili
La specialità degli 800 metri piani maschili agli XI Giochi panafricani si è svolta il 13 e 15 settembre 2015 allo Stade Municipal de Kintélé di Brazzaville, nella Repubblica del Congo.

## Podio
| Oro     | Nijel Amos Botswana       |
| Argento | Taoufik Makhloufi Algeria |
| Bronzo  | Job Kinyor Kenya          |

## Risultati

### Batterie
Qualificazione: i primi 2 di ogni batteria (Q) e i 2 migliori tempi degli esclusi (q) si qualificano in semifinale.
| Class | Gruppo | Atleta               | Nazione            | Tempo   | Note             |
| ----- | ------ | -------------------- | ------------------ | ------- | ---------------- |
| 1     | 2      | Jackson Kivuva       | Kenya              | 1:46.65 | Q                |
| 2     | 2      | Boitumelo Masilo     | Botswana           | 1:46.80 | Q,               |
| 3     | 2      | Alberto Mamba        | Mozambico          | 1:46.80 | q                |
| 4     | 2      | Mengistu Alemu       | Etiopia            | 1:46.88 | q                |
| 5     | 3      | Job Kinyor           | Kenya              | 1:49.38 | Q                |
| 6     | 3      | Taoufik Makhloufi    | Algeria            | 1:49.44 | Q                |
| 7     | 1      | Nijel Amos           | Botswana           | 1:50.00 | Q                |
| 8     | 1      | Timothy Kitum        | Kenya              | 1:50.07 | Q                |
| 9     | 1      | Yassine Hathat       | Algeria            | 1:50.27 |                  |
| 10    | 3      | Alex Ngouare Moissi  | Rep. del Congo     | 1:50.73 |                  |
| 11    | 1      | Fozi Mohamed Ramadan | Gibuti             | 1:51.06 |                  |
| 12    | 3      | Adam Fathee          | Sudan              | 1:51.30 |                  |
| 13    | 3      | Yobsan Girma         | Etiopia            | 1:51.49 |                  |
| 14    | 1      | Moussa Camara        | Mali               | 1:51.81 |                  |
| 15    | 2      | Abdelkerim Mehemmed  | Eritrea            | 1:52.33 |                  |
| 16    | 3      | Jimmy Adar           | Uganda             | 1:52.34 |                  |
| 16    | 1      | Dey Dey Tuach        | Sudan del Sud      | 1:52.93 |                  |
| 17    | 2      | Abraham Guot Thon    | Sudan del Sud      | 1:53.18 |                  |
| 18    | 1      | Benjamín Enzema      | Guinea Equatoriale | 1:53.35 | Record nazionale |
| 19    | 2      | Daher Abdoulfatah    | Gibuti             | 1:53.67 |                  |
| 20    | 3      | Ahmed Hussein Hassan | Somalia            | 1:54.83 |                  |
| 21    | 3      | Joseph Akoon Akoon   | Sudan del Sud      | 1:58.23 |                  |
| dnf   | 2      | Ismail Ahmed Ismail  | Sudan              | dnf     |                  |
| dnf   | 1      | Kevin Bobando        | Rep. del Congo     | dnf     |                  |
| dnf   | 1      | Jena Umar            | Etiopia            | dnf     |                  |

### Finale
| Class   | Nome              | Nazione   | Tempo   | Note |
| ------- | ----------------- | --------- | ------- | ---- |
| Oro     | Nijel Amos        | Botswana  | 1:50.45 |      |
| Argento | Taoufik Makhloufi | Algeria   | 1:50.72 |      |
| Bronzo  | Job Kinyor        | Kenya     | 1:50.79 |      |
| 4       | Timothy Kitum     | Kenya     | 1:50.93 |      |
| 5       | Jackson Kivuva    | Kenya     | 1:50.98 |      |
| 6       | Mengistu Alemu    | Etiopia   | 1:52.11 |      |
| 7       | Alberto Mamba     | Mozambico | 1:52.15 |      |
| 8       | Boitumelo Masilo  | Botswana  | 1:52.35 |      |